# ۸۴۹ (قمری)
۸۴۹ (قمری)، هشتصد و چهل و نهمین سال در گاهشماری هجری قمری است. اول محرم این سال برابر با هجدهم آوریل سال ۱۴۴۵ میلادی است.

## وابسته
- جلال‌الدین سیوطی